# Paulo Barreto
Pour les articles homonymes, voir Barreto.
Paulo Sérgio Licciardi Messeder Barreto dit Paulo Barreto, cryptologue brésilien, né le 19 novembre 1965 à Salvador de Bahia, dans l'État de Bahia. Il vit à São Paulo depuis 1968.

## Biographie
Paulo Barreto est actuellement professeur au département d'informatique et de systèmes digitaux à l'École Polytechnique de l'université de São Paulo. Il est également membre de l'IACR (International Association for Cryptologic Research). 
Il a conçu avec Vincent Rijmen la fonction de hachage cryptographique Whirlpool. Il a également participé au projet NESSIE. 

## Travaux
Il s'est notamment intéressé à la cryptographie à base de couplages. C'est l'un des créateurs de l'algorithme Whirlpool.